# Toestandsruimte (natuurkunde)
In de kwantummechanica, een deelgebied van de natuurkunde, is een toestandsruimte een complexe Hilbertruimte, waarbinnen de mogelijke ogenblikkelijke toestanden van het natuurkundig systeem door een eenheidsvector kunnen worden beschreven.
Door gebruik te maken van Diracs bra-ket-notatie worden deze toestandsvectoren vaak behandeld als vectoren. Op deze toestandsvectoren wordt ingewerkt door gebruik te maken van de regels van de lineaire algebra. Dit wiskundig formalisme van de kwantummechanica is zeer krachtig, aangezien het de berekening van gecompliceerde integralen kan terugbrengen tot een aantal eenvoudige vector operaties.